# Chlorophlaeoba
Chlorophlaeoba es un género de saltamontes perteneciente a la subfamilia Acridinae de la familia Acrididae. Las especies de este género se encuentran desde el sur de China hasta la península Indochina. El género fue descrito formalmente por el entomólogo alemán Willy Ramme en 1940.
Chlorophlaeoba es similar al género Phlaeoba. A diferencia de Phlaeoba, la cabeza de Chlorophlaeoba es sustancialmente puntiaguda, tanto o más larga que el pronoto, y las especies tienen un color verde oliva.

## Especies
Las siguientes especies pertenecen al género Chlorophlaeoba:
- Chlorophlaeoba hongkongensis Zheng & Li, 2012
- Chlorophlaeoba longiceps Liang & Zheng, 1988
- Chlorophlaeoba longusala Zheng, 1982 – algunas veces es considerado un sinónimo de Chlorophlaeoba tonkinensis[3]
- Chlorophlaeoba nigripennis Zheng, Lin, Xu & Ma, 2013
- Chlorophlaeoba taiwanensis Yin, Li & Yin, 2007
- Chlorophlaeoba tonkinensis Ramme, 1941